# 1817 aux États-Unis
Pour des articles plus généraux, voir Chronologie des États-Unis et 1817.
Chronologie des États-Unis
- 1813
- 1814
- 1815
- 1816
- 1817
- 1818
- 1819
- 1820
- 1821

Cette page concerne des événements d'actualité qui se sont produits durant l'année 1817 du calendrier grégorien aux États-Unis.

## Gouvernement
- Président : James Madison (Républicain-Démocrate) puis James Monroe (Républicain-Démocrate) à partir du 4 mars.
- Vice-président : Daniel D. Tompkins (Républicain-Démocrate) à partir du 4 mars.
- Secrétaire d'État : James Monroe (Républicain-Démocrate), puis Secrétaire d'État intérimaire : John Graham à partir du 4 mars jusqu'au 9 mars, puis Secrétaire d'État intérimaire : Richard Rush à partir du 10 mars jusqu'au 22 septembre, et Secrétaire d'État : John Quincy Adams (Républicain-Démocrate) à partir du 5 mars.
- Chambre des représentants - Président : Henry Clay (Républicain-Démocrate) jusqu'au 4 mars puis à partir du 1er décembre.

## Événements
- 7 février : la Gas Light Company of Baltimore (en) fondée le 5 février 1816, installe le premier réverbère à gaz des États-Unis à Baltimore[1].

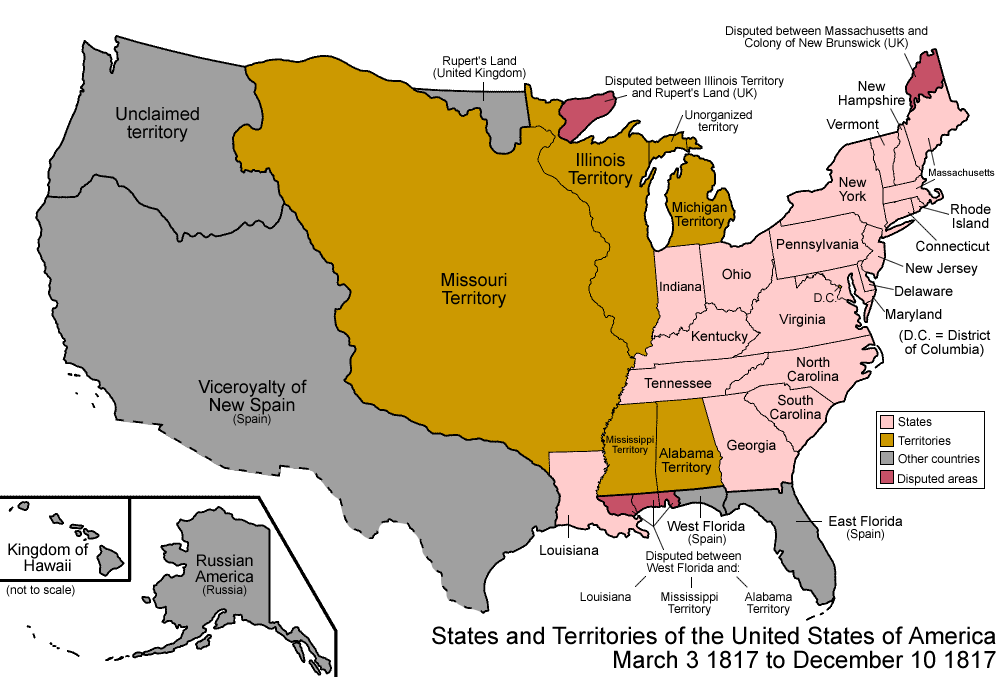
3 mars - 10 décembre 1817

- 3 mars : le territoire de l'Alabama est séparé du territoire du Mississippi ; ils correspondent alors tous deux à leur équivalent actuel[2].
- 4 mars : cérémonie d'investiture à Washington D.C. du cinquième président des États-Unis, James Monroe[3].
- 8 mars : création de la bourse de New York sous le nom de New York Stock & Exchange Board[4].
- 28 - 29 avril : accord naval Rush-Bagot, qui limite la présence navale américaine et britannique sur les Grands Lacs[5].
- Mai : l'Église épiscopale des États-Unis crée le General Theological Seminary à New York.
- 4 juillet : à Rome (New York), les travaux pour la construction du Canal Érié commence.
- 8 juillet : accord attribuant des terres aux Cherokees à l’Ouest et interdisant toute colonisation.
- 30 novembre : début de la première Guerre séminole (1817-1819)[6], pour protéger les colons contre les raids des Indiens séminoles dont les terres sont situés de part et d’autre de la frontière entre la Géorgie et la Floride.

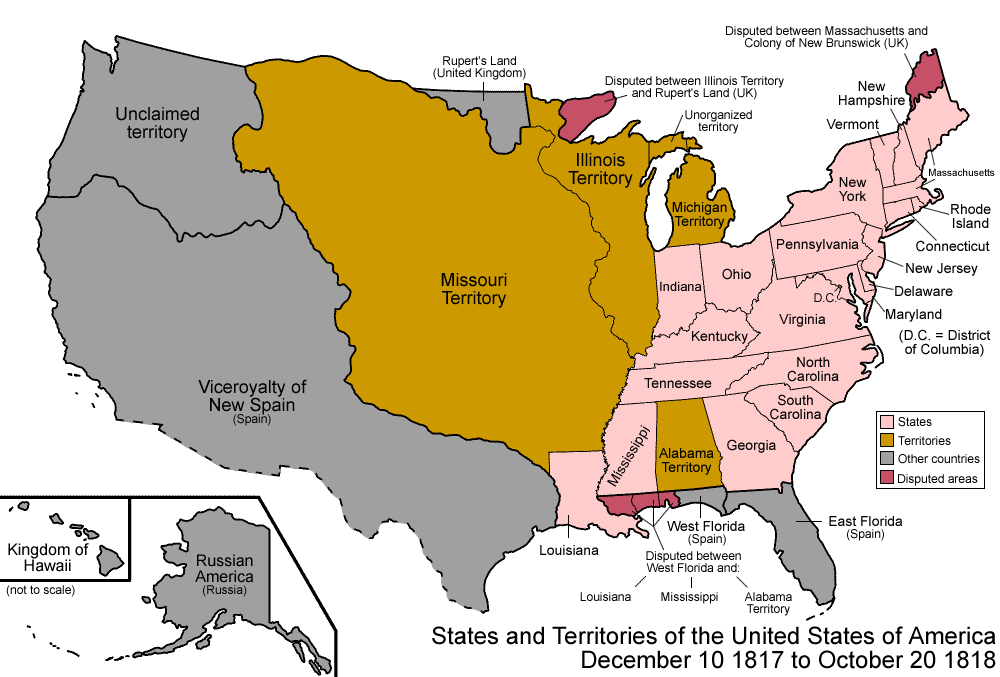
10 décembre 1817 - 20 octobre 1818

- 10 décembre : le Territoire du Mississippi devient le 20e État, le Mississippi[7].
- 26 décembre : le général Andrew Jackson prend les commandes de la guerre contre les Séminoles, avec l’autorisation de les poursuivre en Floride. Il profite de l’occasion pour prendre ce territoire à l’Espagne[8].
- Répercussion de la crise économique britannique sur les États-Unis.

## Naissances
- 18 février : Lewis Addison Armistead, (décédé le 5 juillet 1863), était un brigadier général confédéré durant la guerre civile américaine. Il a été mortellement blessé pendant la "Charge de Pickett" à la bataille de Gettysburg.
- 12 juillet : Henry David Thoreau, né David Henry Thoreau le à Concord (Massachusetts) où il est mort le 6 mai 1862, est un essayiste, enseignant, philosophe, naturaliste amateur et poète américain.

#### Articles généraux
- Histoire des États-Unis de 1776 à 1865
- Évolution territoriale des États-Unis
- Première Guerre séminole